# Dimbo naturreservat
Dimbo är ett naturreservat i Falköpings kommun i Västergötland.
Reservatet ligger öster om Falköping och avsattes som naturminne 1958 och som naturreservat 2011. Det är 0,6 hektar stort och går ibland under beteckningen Strömlund. Naturreservatet ligger inte i  Dimbo socken, som man skulle kunna tro av namnet, utan i Skörstorps socken.
Dimbo är en betesmark som delvis utgörs av ett rikkärr. Det skyddas för att bevara arten fjällskära. I området växer även slåtterblomma, ängsnycklar, vänderot, ängsstarr, gräsull, smörboll och ängsskallra. 
Försök har gjorts att så in stor ögontröst.

## Galleri

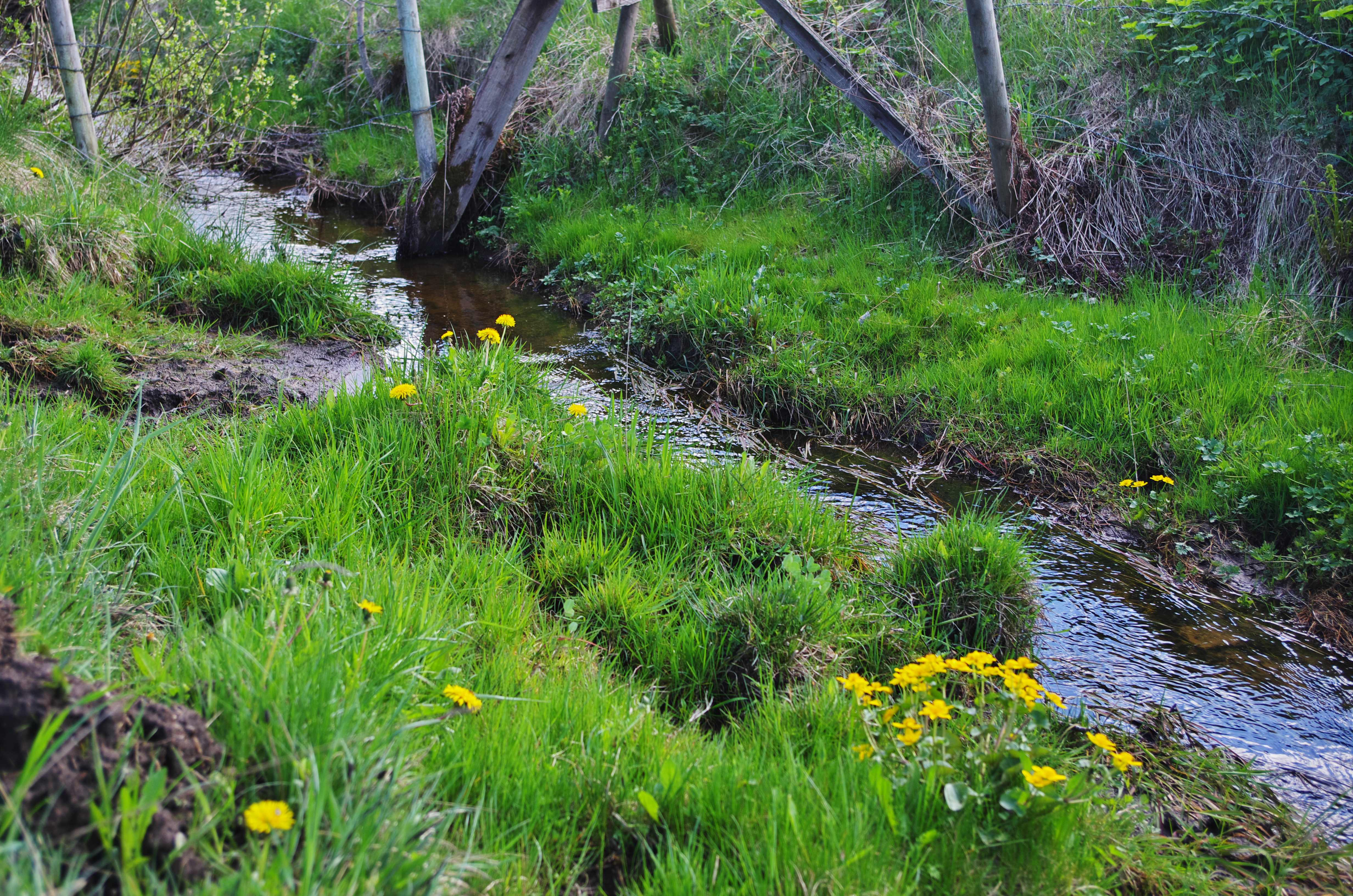
En mindre bäck rinner i utkanten av naturreservatet.
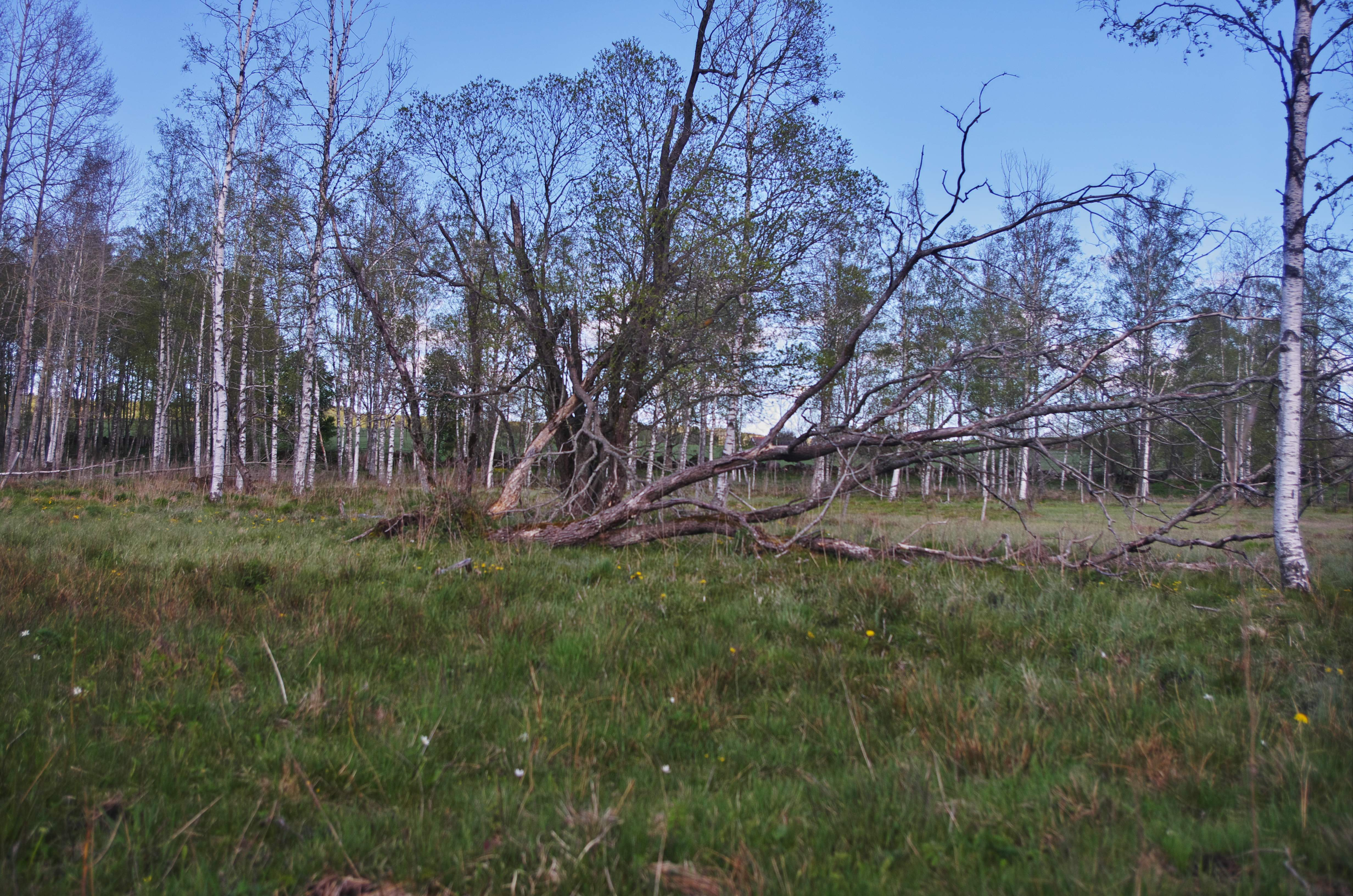